# Annie L. Burton
Pour les articles homonymes, voir Burton.
Annie Louise Burton née en 1858, est une mémorialiste afro-américaine, dont la vie est relatée dans son autobiographie Memories of Childhood's Slavery Days publiée en 1909. Sa date de décès est inconnue.

## Biographie
Annie L. Burton est née esclave dans une plantation près de Clayton, en Alabama. Enfant pendant la Guerre de Sécession, elle est libérée par l'armée de l'Union. Son père est un homme blanc de Liverpool, en Angleterre, qui possède une plantation voisine et meurt à Lewisville, en Alabama, en 1875.
En 1879, au lendemain de la guerre civile, elle rejoint le nord des États-Unis avec les premiers émigrants noirs du sud. Elle subvient à ses besoins à Boston et à New York en travaillant comme blanchisseuse et cuisinière. Son autobiographie illustre la manière dont les Afro-Américains, libérés de l'esclavage, se forgent une nouvelle identité.

## Souvenirs d'une enfant esclave
Annie L. Burton documente ses souvenirs de jeune fille en esclavage vers la fin de la guerre civile dans son autobiographie, Memories of Childhood's Slavery Days. Son récit diffère des autres de l'époque car elle choisit de l'écrire elle-même au lieu de laisser un autre auteur l'écrire pour elle.
Ce récit autobiographique relate son enfance alors qu'elle grandit en esclavage aux États-Unis. Annie L. Burton raconte sa vie dans la plantation où elle est née en Alabama. Elle garde des souvenirs relativement agréables de cette enfance. Elle est élevée par sa maîtresse après que sa mère se soit échappée de la plantation jusqu'à ce qu'elle revienne finalement et reprenne ses enfants. Annie L. Burton apprend à lire et à écrire chez ses maîtres où elle travaille comme nounou.
Elle déménage dans plusieurs États, dont le Massachusetts, la Géorgie et la Floride, avant de retourner à Boston, dans le Massachusetts, et d'épouser son mari, Samuel H. Burton. Afin de poursuivre son éducation, Annie L.Burton suit les cours du soir de la Franklin Evening School, c'est dans ce cadre qu'elle écrit son autobiographie.
Dans l'ensemble, son récit se concentre principalement sur les souvenirs les plus heureux de sa vie en tant qu'esclave; en cela, il diffère des autres récits d'esclaves de l'époque qui se concentrent plutôt sur les dures réalités et la violence intense de l'esclavage aux États-Unis.
Son nom est répertorié dans l'anthologie Daughters of Africa de Margaret Busby publiée en 1992.

## Publications
- (en) Annie L. Burton, Memories of Childhood's Slavery Days: Autobiography of a Former Slave Woman, E Artnow, 2020, 64 p. (ISBN 9788027309580)Une autre édition de cet ouvrage est publiée chez Ross Publishing Company, 1909.Boston.
- (en) Annie L. Burton [and others], Women's slave narratives, Dover Publications, 2006 (ISBN 978-0-486-11292-3 et 0-486-11292-6, OCLC 989852358).